# Roglo
 (mars 2021).
Roglo est une base de données généalogique, ou arbre généalogique universel, accessible en ligne, composée d'individus tous interconnectés par des liens de filiation ou par des liens conjugaux.
Les données généalogiques librement consultables concernent notamment les lignées des dynasties royales et des familles de la noblesse européenne, mais aussi exotiques, ainsi que de nombreuses célébrités de toutes nationalités , en plus d'une multitude d'anonymes, parents des uns ou des autres, de toutes époques, à condition que des sources vérifiables permettent d'attester de ces personnes et de ces liens.
"Roglo" représente ainsi, sur plus de 25 ans, la collaboration de près de 250 contributeurs bénévoles habilités à développer ou modifier les données (appelés « magiciens »), ainsi que de milliers d'« amis » de la base, souvent généalogistes amateurs, offrant leurs informations et trouvailles auxdits contributeurs à travers un forum. Celui-ci, ouvert à tous, recueille les remarques, correctifs et compléments que les amis et visiteurs souhaitent apporter.

## Histoire
Daniel de Rauglaudre, né le 19 juillet 1955 à Pélissanne, dans les Bouches-du-Rhône, en France, est ingénieur de recherche à l'Institut national de recherche en informatique et en automatique (INRIA). Il est le créateur du logiciel Geneweb, qui permet de publier et d'éditer un arbre généalogique sur le web.
Daniel de Rauglaudre a étudié et testé les fonctions de GeneWeb sur ses propres données généalogiques, en créant la base de données généalogique "Roglo" en 1997. Le logiciel permet à plusieurs utilisateurs habilités, appelés « magiciens » (wizard en anglais), d'éditer en parallèle le même arbre généalogique, et le nombre de magiciens a régulièrement augmenté pour atteindre 223 en 2018, puis 286 en 2024.
L'accès aux données personnelles de personnes contemporaines est limité aux utilisateurs enregistrés comme « amis ». Depuis 2018, l'application de la réglementation européenne de protection des données (RGPD) a limité encore l'accès pour que les amis n'accèdent qu'aux données des personnes ayant explicitement donné leur accord (sauf pour les personnes de notoriété publique ). Le nombre d'amis a atteint le millier en septembre 2010, a dépassé 5000 en janvier 2019, et 8000 en 2021.
Le nombre de personnes décrites dans la base de données est en 2024 de plus de 10 millions de personnes. Des algorithmes puissants permettent de visualiser les liens d'interconnexion existant entre deux personnes : le calcul de parenté et de consanguinité utilise des techniques développées en collaboration avec Didier Rémy, directeur de recherche à l'INRIA.